# 拉代利奇
拉代利奇（烏克蘭語：Раделичі），是烏克蘭西部利維夫州斯特雷區米科拉伊夫市镇的村落。始建於1656年，面積1.36平方公里，海拔高度258米，人口1,100。